# Alhambra (Illinois)
Pour les articles homonymes, voir Alhambra.
Alhambra est une ville de l'Illinois, dans le comté de Madison aux États-Unis.

## Géographie
La ville est située dans la partie orientale de la zone métropolitaine du Grand Saint-Louis , appelée « Metro-East » dans le Missouri voisin .
Selon le Bureau du recensement des États-Unis , l'Alhambra a une superficie totale de 1,98 km2 , dont 1,98 km2 correspond au continent et (1,06%) 0,02 km² à l'eau.

## Histoire
Alhambra a été créé en 1849 . Le nom a été inspiré par Les Contes de l'Alhambra de Washington Irving.
La première unité coopérative de traitement du soja de l'Illinois, l'« Alhambra Grain & Feed Co », était située à Alhambra. Elle a commencé à produire le 1er mars 1945.

## Démographie
Selon le recensement de 2010 , il y avait 681 personnes résidant à l'Alhambra. La densité de population était de 343,71 habitants/km2. Sur les 681 habitants, l'Alhambra était composée de 97,8 % de Blancs , 0,29 % d'Afro-Américains , 0 % d'Amérindiens , 0,29 % d'Asiatiques , 0 % d'Insulaires du Pacifique , 0,29 % d'autres races et 1,32 % appartenaient à deux races ou plus. De la population totale, 0,44% étaient hispaniques ou latinos de toute race.
28,2% de la population avait moins de 18 ans, 44,0% avaient entre 18 et 64 ans et 27,8% avaient 65 ans ou plus. 51,5 % de la population étaient des femmes..
Le revenu annuel médian des ménages était de  46 875 $. Le revenu par habitant était de 26 756 $. 8,3% des habitants vivaient en dessous du seuil de pauvreté.